# Allô
Pour les articles homonymes, voir Allô (homonymie).
Le mot allô ou allo est une interjection servant à commencer une conversation téléphonique au début d'un appel.
Dans un autre contexte, les personnels de restauration et de service en salle en particulier disent allô ou allo avant d'annoncer la commande au comptoir ou en cuisine.

## Origine du mot «Hallo»
Les dictionnaires français, à la fois le dictionnaire Larousse, et le dictionnaire Robert font remonter l'origine de ce mot à la déformation du mot d'origine anglo-américaine utilisé pour la mise en relation entre personnes : hallo venu de halloo, salutation prononcée au début des conversations dans le pays d'origine du téléphone. Ce hallo perdit ensuite son « h » pour devenir allô ou allo, la francisation de ce mot en « allô » datant de 1890.
Hallo signifie également « bonjour » en allemand.

## Origine du mot «halloo»
L'origine du mot « halloo » anglais est incertaine. Plusieurs explications en ont été données.
- Il remonterait aux bergers normands installés en Angleterre après l'invasion de Guillaume le Conquérant au XIe siècle, bergers qui s'appelaient ou rassemblaient leurs troupeaux par des halloo (l'anglo-normand halloer signifiait « poursuivre en criant »)[6].[source insuffisante]
- « Allô » pourrait venir de Hallow, qui est également une salutation que les marins britanniques se lançaient d'un navire à l'autre[réf. nécessaire].
- Selon d'autres sources, le mot « Allô ! » viendrait de l'expression hongroise hallom, qui signifierait « J’entends », employée par Tivadar Puskás, pionnier du téléphone et inventeur du central téléphonique, lors de l'entrée en service de la première ligne téléphonique, en avril 1877[7]. Il était ainsi possible de dire : « Hallod ? » (Entendez-vous ?), « Hallom ! » (Je t’entends !) et « Halló... » (Bonjour...)[8].

## Pratiques par pays
- Albanie : Alo[9],[10]
- Algérie : Allô
- Allemagne :  Après avoir décroché, l’appelé énonce son nom de famille : il n'y a pas d'interjection spécifique. Cependant, l’appelant peut répondre par « hallo », puisque ce mot signifie bonjour en allemand.
- Angola : Olá
- Arménie : Allo
- Belgique : Allô (en Flandre et aux Pays-bas, la coutume est de répondre au téléphone en se présentant, par exemple :  « met Peter » (Pierre à l'appareil) ou parfois « met Peter, met wie spreek ik? » (Pierre à l'appareil, à qui je parle?)
- Bosnie-Herzégovine : Halo
- Brésil : Alô
- Canada : Allô (en français canadien, « allô » est très couramment employé comme salutation usuelle, au lieu de « bonjour »)
- Catalogne : digui
- Chili: Aló
- Chine : 喂 (wéi)
- Colombie : Aló
- Corée du Sud : 여보세요 (Yoboséio)
- Corse : A lotta
- Espagne : Aló ou plus généralement Diga, Dígame (dis/dites, dis-moi/dites-moi)
- États-Unis : Hello
- France : Allô
- Hongrie : halló
- Inde : Hello (courant) नमस्कार (Namaskar) (formel)
- Iran : الو (Alo)
- Israël : הלו Hallo
- Italie : Pronto (Prêt)
- Japon : もしもし (Moshi moshi?)
- Liban : Allô
- Lituanie : Alio
- Maroc : Allô
- Mexique : Bueno
- Mozambique : Olá
- Pays-Bas : Hallo
- Portugal : Estou
- Pologne : Halo/Słucham! (j'écoute !)
- Russie : Алло
- Turquie : Alo
- Ukraine : Алло
- Venezuela : Aló
- Viêt Nam : A lô
- Tunisie : ألو (èlou)

## Dans la culture populaire

### Titres contenant «Allô»
- Musique :
  - Claude François : Le téléphone pleure
  - Paul Misraki : « Allô, allô James ! Quelles nouvelles ? », dans la chanson Tout va très bien madame la marquise
  - Alain Souchon : Allô maman bobo, dans l'album Jamais content
  - Dorothée : Allô allô Monsieur l'ordinateur
  - Guy Béart : Allô tu m'entends ?
  - Lynda Lemay : Allô, c'est moi
  - Mort Shuman : Allô Papa Tango Charlie
  - Mireille Mathieu : Allô
  - Pauline : Allô le monde
  - Ringo : Allô à l'ovni
  - Les Rita Mitsouko : Allô !, dans l'album Cool Frénésie
  - France Gall : Allo Monsieur Là-haut (compositeur Gérard Gustin, paroles par le comédien Philippe Nicaud)
  - SCH : Allô Maman
  - Martine (Gaëlle Garcia Diaz) : Allo Maman bobo
  - Zaho : Allô
- Services :
  - Allô service public : service téléphonique de renseignements administratifs
  - Allociné, Allopass, Allomusic, Allosurf, Allobébé, Allopneus…
  - Allô prof : organisme de bienfaisance
- Télévision :
  - Séries télévisées :
    - Allô Allô :
    - Allô Hana (animation)
    - Allô la Terre, ici les Martin (animation)
    - Allô Nelly bobo
    - Allô Police

  - Émissions :
    - Allô Docteurs
    - Allô grenouille
    - Allô Marie-Laure
    - Allô Rufo
- Allô, tu m'aimes ? : feuilleton
- Allô pizza : téléfilm
- Nabilla Benattia : « Non mais allô, quoi ! », phrase qui l'a rendue célèbre
  - Allô Nabilla, émission de téléréalité diffusée sur NRJ 12 de l'automne 2013 à l'été 2014.
- Cinéma :
  - Allô, brigade spéciale
  - Allô Berlin ? Ici Paris !
  - Allô maman, ici bébé et ses suites : Allô maman, c'est encore moi et Allô maman, c'est Noël
- Sketches :
  - Didier Bénureau : « Allo Patricia » (La belle-mère)
  - Fernand Raynaud : « Allô Tonton, pourquoi tu tousses ? »
- Émissions radiophoniques :
  - Allô la planète
  - Allô Macha
- Périodiques :
  - Allô Dix-Huit : mensuel de la brigade de sapeurs-pompiers de Paris
  - Allo les Jeunes ! : périodique de bande dessinée
- Bande dessinée :
  - Bwouf allô Bill ? : album de la série de bande dessinée Boule et Bill
- Tous les articles commençant par « Allô ».